# پارک (نیویورک)
پارک (به انگلیسی: Parc) یک منطقهٔ مسکونی در ایالات متحده آمریکا است که در شهرستان کلینتون، نیویورک واقع شده‌است. پارک ۳٫۲ کیلومتر مربع مساحت و ۲۵۴ نفر جمعیت دارد و ۵۵ متر بالاتر از سطح دریا واقع شده‌است.